# 対義語
対義語（たいぎご、英: antonym）とは、意味が反対となる語や、意味が対照的になっている語。アントニム、反義語、反意語、反義詞、反対語、対語などともいう。「対義語」の対義語は「類義語」「同義語」などである

## 概要
対義語・アントニムはあらゆる言語に普遍的にみられる意味構造であり、とくに意味構造においてペア（対）と認識されるものを指す。初等教育では初学者の語彙力を強化する目的で対義語や類義語の学習をしばしばおこなう。対義語対の分類については一般的・慣用的に用いられているものを蒐集したものが冊子（教本）化されている。
感性語の取り扱いにおいて対義語ペアを軸とした情報処理は画像検索システムなどに応用されている。
なお、言語としては対義語の関係を成すようであっても、実際にはその言語が指す事象同士が対の関係になっているわけではないという場合もある。例として「進化」と「退化」は語としては対義語のようになっているが、進化論的には退化は進化における一様態（側面）であり、進化と退化は対になる概念ではないとされる（詳しくは退化の項も参照）。
対義語や類義語のもつ意味構造はしばしばレトリックとして利用される（充填された語）。

## 分類
対となる語彙は、一般的・慣用的に用いられている物を蒐集したものが教本化されたものであり、その中には一定の法則性が存在していることが指摘されている。
漢字二字からなる対義語は、以下の4種類に分かれる。
1. 漢字一字の意味が反対になっているもの。例：「優等」と「劣等」、「通例」と「異例」、「幸運」と「凶運」
2. 漢字二字の意味が反対になっているもの。二字のどれかが対義関係となる。例：「優越」と「劣後」（優－劣、越－後）、「高大」と「卑小」（高－卑、大－小）、「貴重」と「軽賎」（貴－賎、重－軽）
3. 熟語全体として意味が反対になっているもの。例：「普通」と「特別」、「超過」と「未満」
4. 打ち消しの漢字（不・無・未・非）を使って一方の意味を消しているもの。例：「平凡」と「非凡」、「完全」と「不全」

漢字に限らず、意味での分類は3種類ある。
1. 一方を否定すれば必ず他方になる関係。例：男－女、生－死、同じ－異なる
2. 程度の差を表すもの。例：優－劣、大－小、貴－賎、遠い－近い、frequent－rare、gut－schlecht
3. 一つの事柄を見方や立場を変えて表現するもの。例：売る－買う、教える－学ぶ、父－息子、anterior－posterior、unvereinbar－unteilbar

ただし、互いに対義語とされる2語が同じ品詞ということは必ずしもない。
この他にも、対義語の持つ構造上の曖昧性は多く指摘されており、例えば色調（黒－白）の対義語については
「黒のアント（ニム）は白。けれども、白のアントは赤。赤のアントは黒。」（人間失格）
文脈によっては明確に対義語と認識できても本来の対義語とみなせるかどうか不明なもの
「象はいつも実物より小さく描かれるが、蚤はいつも実物より大きく描かれる」（スウィフト）
など、どのペアを対義語ととらえるかはその言語がもつ文化的背景や、その言語が使用される文脈に大きく影響される。